# Josef Nádraský
Josef Nádraský (* 17. února 1958) je bývalý český fotbalista, útočník.

## Fotbalová kariéra
V československé lize hrál za TJ Škoda Plzeň. Nastoupil ve 3 ligových utkáních. Ve druhé nejvyšší soutěži nastoupil v 67 utkáních a dal 20 gólů.

## Ligová bilance
| Ročník                                   | Zápasy | Góly | Klub        |
| ---------------------------------------- | ------ | ---- | ----------- |
| česká národní fotbalová liga 1983/84     | 25     | 5    | Škoda Plzeň |
| česká národní fotbalová liga 1984/85     | 25     | 5    | Škoda Plzeň |
| česká národní fotbalová liga 1985/86     | 17     | 10   | Škoda Plzeň |
| 1. československá fotbalová liga 1986/87 | 3      | 0    | Škoda Plzeň |
| CELKEM                                   | 70     | 20   |             |